# Hendrik Roelof de Jong
Hendrik Roelof (Henk) de Jong (Heeg, 20 oktober 1911 – Haarlem, 12 februari 1945) was een Nederlands dominee en een verzetsstrijder in de Tweede Wereldoorlog.

## Levensloop
In Amsterdam, waar zijn familie in 1918 naartoe verhuisd was, volgde hij het gymnasium. Daarna studeerde hij theologie aan de Vrije Universiteit. Hierin studeerde hij af in 1936. Na enkele jaren hulppredikant te zijn geweest, werd hij in 1940 in Venlo benoemd aan de Gereformeerde Kerk.

## Verzetswerk
Vanuit zijn woning naast de kerk werkte hij mee aan het verzet. Hij nam onder meer onderduikers op in zijn huis. Vanwege zijn illegale activiteiten wilde de Sicherheitsdienst hem oppakken. Bij een overval op zijn huis op 5 maart 1944 wist hij echter te ontsnappen. Vervolgens dook hij onder bij een tante in Amsterdam. Ook daar ging hij echter al snel verzetswerk doen, hij werkte bijvoorbeeld mee aan de toen nog illegale krant Trouw en was betrokken bij de mislukte overval op het huis van bewaring aan de Weteringschans op 1 mei 1944. Op  27 januari 1945, op weg naar een bijeenkomst van het Nationaal Steun Fonds, werd hij ten slotte door de Gestapo opgepakt. Twee weken later, op 12 februari 1945, volgde zijn executie. Samen met zeven andere verzetsstrijders, onder wie Walraven van Hall, werd hij op de Jan Gijzenbrug in Haarlem doodgeschoten.
Hij ligt begraven op de Eerebegraafplaats Bloemendaal.

## Eerbetoon
In Venlo is in de jaren negentig een straat naar hem vernoemd. Ter nagedachtenis aan De Jong en drie andere religieuze verzetsstrijders uit Venlo werd in 1995 een plaquette onthuld die is geplaatst aan de achterzijde van de Sint Martinusbasiliek.